# Galinha à Africana
Galinha à Africana (afrikansk kylling), ofte kendt som galinha assada, er en ret fra det portugisiske køkken. Det er en barbecue-kylling penslet med piri piri-sauce. 
Galinha à Africana er også en vigtig ret i tidligere portugisiske kolonier som for eksempel Macao.